# Équitation aux Jeux asiatiques
 (janvier 2023).
Si vous disposez d'ouvrages ou d'articles de référence ou si vous connaissez des sites web de qualité traitant du thème abordé ici, merci de compléter l'article en donnant les références utiles à sa vérifiabilité et en les liant à la section « Notes et références ».
 (janvier 2023).
Les Jeux Asiatiques se déroulent tous les quatre ans, entre deux olympiades. Les trois disciplines équestres olympiques (saut d'obstacles, dressage et concours complet d'équitation), auxquelles s'ajoute l'endurance, s'y disputent avec des épreuves individuelles et par équipes depuis 1951.